# John Aleyn
John Aleyn (fl. 1360; falecido em 1373) foi um cónego de Windsor de 1362 a 1368 e Arquidiácono de Suffolk de 1368 a 1373.

## Carreira
Ele foi nomeado:
- Reitor de Chelmondiston, Suffolk até 1362
- Reitor de Otteford, até 1368
- Reitor de Wederingsete
- Reitor de Bradstede
- Arquidiácono de Suffolk 1368 - 1373
- Cónego e Prebendário de Wells

Ele foi nomeado para a segunda bancada na Capela de São Jorge, Castelo de Windsor em 1362 e manteve-a até à sua morte em 1373.